# Kanton Nice-13
Kanton Nice-13 (fr. Canton de Nice-13) je francouzský kanton v departementu Alpes-Maritimes v regionu Provence-Alpes-Côte d'Azur. Tvoří ho čtyři obce.

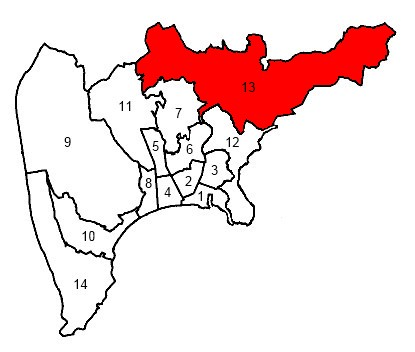
Kanton na mapě města Nice

## Seznam obcí
- Falicon
- Nice (čtvrti Ariane, Lauvette a Abadie)
- Saint-André-de-la-Roche
- La Trinité